# Bourcia
Bourcia korábbi község (település) Franciaországban, Jura megyében. 2017. január 1-jén Louvenne, Saint-Julien és Villechantria községgel egyesült és Val Suran új község része lett.
Lakosainak száma 106 fő (2018. január 1.). Bourcia Chavannes-sur-Suran, Courmangoux, Pouillat, Pressiat, Salavre, Treffort-Cuisiat, Val-Revermont, La Balme-d’Épy, Broissia, Val-d'Épy, Montfleur, Villechantria és Val d'Épy községekkel határos.

## Népesség
A település népességének változása:
| Lakosok száma | 113  | 100  | 78   | 86   | 110  | 113  | 114  | 117  | 119  | 106  |
|               | 1968 | 1975 | 1982 | 1990 | 1999 | 2011 | 2013 | 2015 | 2017 | 2018 |